# Reinhard Marx
Pour les articles homonymes, voir Marx.
Reinhard Marx, né le 21 septembre 1953 à Geseke, en Rhénanie-du-Nord-Westphalie est un cardinal catholique allemand, archevêque de Munich et Freising depuis 2007, président de la Commission des épiscopats de la communauté européenne de 2012 à 2018 et président de la Conférence épiscopale allemande de 2014 à 2020.

## Biographie
Il est ordonné prêtre pour le diocèse de Paderborn le 2 juin 1979 par Johannes Joachim Degenhardt. Il obtient un doctorat en théologie en 1989.
Le 23 juillet 1996, Jean-Paul II le nomme évêque auxiliaire de Paderborn avec le titre d'évêque titulaire (ou in partibus) de Petina (de). Il est consacré le 21 septembre suivant par l'évêque qui l'avait déjà ordonné 17 ans plus tôt.
Le 20 décembre 2001 il est transféré à Trèves, le plus vieux siège épiscopal allemand, avant d'être nommé archevêque de Munich et Freising le 30 novembre 2007 par Benoît XVI, qui a lui-même occupé ce siège de 1977 à 1982. Il y succède au cardinal Friedrich Wetter qui se retire à près de 80 ans.
Il est créé cardinal par Benoît XVI lors du consistoire du 20 novembre 2010. Il reçoit alors le titre de cardinal-prêtre de San Corbiniano. Il est alors le plus jeune membre du collège des cardinaux, jusqu'au consistoire du 18 février 2012.
Il est nommé membre de la Congrégation pour les Églises orientales le 7 mars 2012.
Il est élu président de la Commission des Conférences épiscopales de la Communauté européenne le 22 mars 2012.
Il participe au conclave de 2013 qui élit le pape François. Le 13 avril 2013, le nouveau pape constitue un groupe de neuf prélats issus de tous les continents, chargés de l'épauler dans la réforme de la Curie romaine et la révision de la constitution apostolique Pastor Bonus. Pour l'Europe, c'est le cardinal Marx qui est choisi, ainsi que Marcello Semeraro, évêque d'Albano. Le 8 mars 2014, il est nommé membre et coordinateur du Conseil pour l'économie.
Le 13 avril 2013, il est nommé au Conseil des cardinaux conseillers. Il s'agit d'un groupe créé par le pape François, un mois exactement après son élection, pour le conseiller et étudier un plan de révision de la Constitution apostolique sur la Curie romaine, Pastor Bonus.
Le 12 mars 2014, il est nommé président de la Conférence épiscopale allemande.
Le 15 octobre 2020, le pape François a renouvelé le mandat de Marx au sein du Conseil des cardinaux conseillers
En mai 2021, le cardinal Marx a offert sa démission en tant qu'archevêque de Munich au pape François, invoquant sa responsabilité dans la réponse à la crise des abus sexuels. Le 10 juin 2021, le pape a refusé sa démission. François a accepté la description faite par le cardinal Marx de l'abus clérical comme une "catastrophe" qui exige de chaque évêque qu'il s'y engage personnellement, qu'il "mette sa propre chair en jeu". Il écrit cependant : "Nous ne serons pas sauvés par des enquêtes ou le pouvoir des institutions. Le prestige de notre Église qui tend à dissimuler ses péchés ne nous sauvera pas ; ni le pouvoir de l'argent ni l'opinion des médias ne nous sauveront." Au lieu de cela, il a proposé que tous "confessent notre nudité", admettent leurs péchés et demandent "la grâce de la honte". Il compare la déclaration de Marx à la confession de Pierre à Jésus : "Détourne-toi de moi, car je suis un homme pécheur" à laquelle il répond : "Pais mes brebis."
Il participe au conclave de 2025 qui élit Léon XIV.

## Président de la Commission des conférences épiscopales de la Communauté européenne
Il est élu président de la Commission des conférences épiscopales de la Communauté européenne le 22 mars 2012.
Lors du Brexit, en juin 2016, il déclare : "Cette décision des électeurs britanniques doit bien sûr être respectée, même si nous, en tant que COMECE, la trouvons extrêmement regrettable". Résolument européiste et fédéraliste, il fait l'éloge du "projet de communauté et de solidarité" de l'Union Européenne. Il ajoute : "Nous devons en quelque sorte 'repenser' l'Europe. [...] nous ne pourrons construire un bon avenir que si les nations d'Europe sont unies."
Il se déclara favorable au partenariat transatlantique de commerce et d'investissement. Il déclare : "L'histoire prouve que l'accroissement du commerce et des investissements peut être réellement bénéfique".
Le 1er septembre 2018, date anniversaire de l'invasion allemande de la Pologne, le cardinal Marx s'est rendu dans la ville polonaise de Gdansk et a rendu hommage au mouvement polonais Solidarność qui a lutté contre le communisme dans les années 1980. Dans une interview accordée à cette occasion, il déclare que l'Église est en faveur de l'unification européenne et contre le nationalisme. À cette occasion, il déclare : "Le patriotisme est une bonne chose, mais le nationalisme n'est pas catholique. Je suis d'accord avec Franz-Josef Strauss, qui a toujours dit : la Bavière est notre maison, l'Allemagne est notre patrie, l'Europe est notre avenir."
Le 2 décembre 2018, le cardinal Marx participe à la réunion "Pulse of Europe" à Munich où il fait des déclarations en faveur d'une plus grande unité européenne. Il déclare notamment : "Le nationalisme est synonyme de guerre. L'Allemagne d'abord ? C'est de l'égoïsme et cela ne nous mènera pas plus loin". Il dit également ne pas comprendre pourquoi plus personne ne parle des Etats-Unis d'Europe.

## Prises de positions

### Abus sexuels
En juin 2021, le cardinal Reinhard Marx a remis sa démission d'archevêque de Munich au pape François en dénonçant les abus sexuels commis par des membres de l'Église,. Le 10 juin, le pape tout en le remerciant par lettre de sa démarche, refuse sa démission et l'encourage à persévérer dans la réforme contre les abus.
Le 20 janvier 2022, le cabinet d’avocats Westpfahl Spilker Wastl remet son étude intitulée « Rapport sur les abus sexuels de mineurs et d’adultes vulnérables par des clercs, ainsi que par [d’autres] employés, dans l’archidiocèse de Munich et Freising de 1945 à 2019 ». Ce document met en avant quatre dossiers, y compris l'affaire Peter Hullermann, mal gérés par le futur pape Joseph Ratzinger. Ce rapport met aussi en cause les cardinaux Friedrich Wetter pour 21 cas et Reinhard Marx pour 2 cas.
Reinhard Marx n'effectue pas de lien absolu entre les agressions sexuelles et le célibat des prêtres : « On ne peut pas le dire globalement. Mais ce mode de vie qui suppose une proximité entre des hommes attire aussi des gens qui ne sont pas adaptés (à la fonction), qui sont sexuellement immatures ». Il recommande de laisser aux prêtres la possibilité de se marier. Il n'a pas d'avis tranché sur la possibilité pour les femmes d'accéder au sacerdoce.

### Famille
En novembre 2013, il s'oppose à Gerhard Ludwig Müller, le chef de la Congrégation de la foi au Vatican à propos de l'accueil des divorcés remariés. Le cardinal Marx appelle à un large débat sur le traitement des divorcés remariés par l'Église catholique, appelant à leur donner la communion. Il soutient plus tard la proposition du cardinal Walter Kasper d'admettre à la communion les catholiques qui ont divorcé et tenté de se remarier en dehors de l'Église.
Lors du Synode des évêques sur la famille en 2014 et 2015, il soutient que la doctrine de l'Eglise évolue dans le temps. Il précise qu'elle "ne dépend pas de l'esprit du temps mais peut se développer avec le temps. (...) Dire que la doctrine ne changera jamais est une vision restrictive des choses".

### Homosexualité et mariage gay
La position du Cardinal Reinhard Marx a évolué au fil des années vers un plus grande accueil des personnes homosexuelles par l'Église, vers le soutien affirmé à la communauté LGBTQI+ allant jusqu'à bénir des unions homosexuelles. Il a ainsi affirmé avoir béni des couples de même sexe, "Il y a quelques années à Los Angeles, après un office, deux personnes sont venues me demander ma bénédiction. Je l'ai donc fait." Dans ce même entretien, il se déclare ouvertement en faveur d'une révision de l'enseignement du catéchisme concernant l'homosexualité.
En 2014, il déclare : "J'ai l'impression que nous avons beaucoup de travail à faire dans le domaine théologique, pas seulement lié à la question du divorce, mais aussi à la théologie du mariage. Je suis étonné que certains puissent dire : "Tout est clair" sur ce sujet. Les choses ne sont pas claires."
Lors du Synode de 2015 à Rome, le cardinal Marx insiste auprès des évêques sur le fait que "nous devons dire clairement que nous ne jugeons pas seulement les personnes en fonction de leur orientation sexuelle. (...) Si un couple de même sexe est fidèle, prend soin l'un de l'autre et a l'intention de rester ensemble pour la vie, Dieu ne dira pas 'Tout cela ne m'intéresse pas, je ne m'intéresse qu'à votre orientation sexuelle'".
Il est favorable à la reconnaissance légale des unions homosexuelles arguant qu'il y a des éléments positifs qui peuvent être trouvés et soutenus dans les relations homosexuelles. Il déclare dans une interview avec le Augsburger Allgemeine en 2017 que la légalisation du mariage homosexuel en Allemagne n'est pas une préoccupation pour l'Eglise qui devrait davantage se préoccuper des discriminations dont sont victimes les personnes homosexuelles. Il déclare en outre que "l'État doit faire des lois qui sont valables pour tout le monde".
En février 2018, dans un entretien avec des journalistes allemands, le Cardinal Marx déclare que la bénédiction des unions de même sexe est possible dans les églises catholiques en Allemagne. Il déclare par ailleurs à la radio bavaroise qu'il ne peut y avoir une règle unique sur ce sujet. Il plaide pour des décisions individuelles des prêtres et des diacres pour discerner en fonction des situations et des cas individuels. La décision devrait être prise par "le pasteur sur le terrain, et l'individu qui fait l'objet d'une attention pastorale" a déclaré le cardinal, réitérant que, selon lui, "il y a des choses qui ne peuvent pas être réglementées."
En février 2022, à la suite d'un documentaire produit par un groupe appelé « OutinChurch », dans lequel 120 prêtres, employés d'église et laïcs allemands se sont identifiés comme LGBT, le cardinal Marx a déclaré que l'homosexualité « n'est pas une restriction de sa capacité à devenir prêtre. C'est ma position et nous devons la défendre ». Cette position est opposée et contraire aux règles du Saint Siège depuis 2005 qui interdisent aux personnes attirées par le même sexe d'être ordonnées prêtres ou religieux.
En mars 2022, il célèbre une messe queer afin de montrer son soutien à la communauté LGBTI+ ; elle marque vingt années de culte et de pastorale queer[Quoi ?]. Lors de cette messe, il déclare vouloir "une Église inclusive. Une Église qui inclut tous ceux qui veulent suivre le chemin de Jésus."
Dans son diocèse de Munich est mis en place un service de pastorale dit "arc-en-ciel" dédié aux hommes gays, bi et trans. Il a pour vocation que "les personnes LGBTI soient appréciées dans toutes les paroisses de l'archidiocèse" et qu'elles trouvent des programmes "sur leur situation de vie, dans lesquels elles se sentent acceptées et prises au sérieux en tant que personnes et membres de l'Église".
Le 30 mars 2022, dans un entretien au magazine Stern il déclare que "l'homosexualité n'est pas un pêché", se mettant ainsi de nouveau en opposition avec la doctrine officielle de l'Eglise catholique. Il ajoute par ailleurs que "ceux qui menacent les homosexuels et toute autre personne de l'enfer n'ont rien compris".

### Avortement et euthanasie
Le cardinal Marx est un opposant actif à l'avortement. Il s'est également prononcé contre le suicide assisté par un médecin ainsi que contre la recherche sur les cellules souches embryonnaires.
À l'occasion de la marche pro-vie de 2015 en Allemagne, il a publiquement déclaré : " En tant que chrétiens, nous partageons la conviction que la dignité inviolable de chaque être humain trouve son origine en Dieu, le Créateur de toute vie."

### Marxisme
En 2018, après que le pape François a fait sien le rejet par le pape Benoît de "l'État marxiste", Marx a déclaré dans un entretien que sans Karl Marx " il n'y aurait pas de doctrine sociale catholique " et que le théoricien du communisme n'est pas responsable des crimes de ceux qui prétendent s'en inspirer",.
Dans ce même entretien, il affirme être fasciné par les écrits de l'homme qui partage son nom et qu'à son avis, l'enseignement social de l'Église doit être imputé à Karl Marx. Il fait sienne la citation du théologien jésuite Oswald von Nell-Breuning "Nous sommes sur les épaules de Karl Marx",.
Le cardinal Marx, qui a été nommé cardinal par Benoît XVI, raconte également que Jean-Paul II l'appelait en plaisantant "nostro marxista" [notre marxiste].
En août 2020, la Conférence épiscopale allemande a publié sur sa page Facebook une photo du cardinal Marx posant devant une statue monumentale de Karl Marx.

### Migrants
Le cardinal Marx, dans la droite ligne du pape François, soutient l'aide et l'accueil des migrants.
Lors de la réception de la Saint-Michel 2016 à Berlin, Marx s'adresse à une foule de 800 personnes, dont la chancelière Merkel, et fait l'éloge de la politique allemande d'accueil des réfugiés. Il met également en garde contre le nationalisme et déclare : "Le patriotisme oui, nous aimons notre patrie, mais toute forme de nationalisme doit être combattue"
Le 6 février 2016, il a fait remarquer que l'Allemagne ne pouvait pas accueillir tous les réfugiés du monde et qu'il fallait réduire le nombre d'arrivées. Il y a eu 1,1 million de migrants entrants en Allemagne au cours de l'année précédente jusqu'à ce moment-là, et un nombre inconnu encore à venir. Il a déclaré que pour aider les réfugiés, il fallait non seulement "la charité mais aussi la raison".
À la suite des élections législatives allemandes de septembre 2017, qui ont vu le parti d'extrême droite AfD entrer pour la première fois au parlement allemand, Marx s'est prononcé en faveur de la réaffirmation de l'engagement de l'Allemagne à aider les migrants et les réfugiés. Il déclare à cette occasion "Pour les chrétiens, qui seront présents dans tous les partis, les sujets d'importance fondamentale comprendront la gestion des étrangers qui cherchent notre protection et des pauvres et des défavorisés de notre société. (...) Dans la lutte commune pour le bon chemin, les images en noir et blanc de la haine et de l'exclusion ne sont pas appropriées."
En juillet 2018, le parti bavarois de l'Union Chrétienne Sociale (CSU) a failli pousser le gouvernement d'Angela Merkel à l'effondrement après avoir exigé qu'elle fasse davantage pour limiter le nombre de migrants entrant en Allemagne. En réponse, Marx a critiqué la CSU pour être allée à l'encontre des valeurs chrétiennes : "un parti qui a choisi le C dans le nom a une obligation, dans l'esprit de l'enseignement social chrétien, notamment dans son attitude envers les pauvres et les faibles".

## Réforme de l'Eglise
En 2018, le cardinal Marx et une majorité d'autres évêques allemands soutiennent une proposition visant à permettre aux conjoints protestants de catholiques allemands de recevoir l'eucharistie à la messe. L'archevêque Luis Ladaria, représentant le pape François, a publié une déclaration en juin 2018 qui rejetait temporairement la proposition allemande.

### Célibat des prêtres
Le 2 février 2022, dans un entretien accordé au journal allemand Süddeutsche Zeitung le cardinal Marx affirme être ouvert au mariage des prêtres dans l'Eglise catholique romaine. Sans demander l'abolition générale du célibat, il trouve "préférable pour tous que les prêtres puissent choisir entre le célibat et le mariage". Il affirme en outre, que le mariage serait préférable pour certains prêtres, "pas seulement pour des raisons sexuelles, mais parce qu’ils seraient mieux dans leur vie en n’étant pas seuls".

### Le chemin synodal
Du 30 septembre au 2 octobre 2021, Le cardinal Marx et d'autres évêques allemands participent à une assemblée plénière pour discuter de Chemin synodal  allemand à Francfort. Il s'agit essentiellement de discuter des réformes à faire dans l'Eglise ; la moralité sexuelle, le style de vie sacerdotal et la place des femmes dans l'Église. Il se prononce en faveur du texte adopté qui discute du de l'organisation des pouvoirs. Il déclare à cette occasion "Je pense que le texte est bon parce qu'il est réaliste et ne dit pas que nous voulons changer le droit canon mais que nous pouvons avancer pas à pas".

## Devise et armes

### Devise épiscopale
Sa devise épiscopale est tirée de la seconde lettre de saint Paul aux Corinthiens (chapitre 3, verset 17): « Ubi spiritus Domini ibi libertas » (ou en français « Là où est l'Esprit du Seigneur, là est la liberté »).

### Évêque auxiliaire de Paderborn
Description du blason :

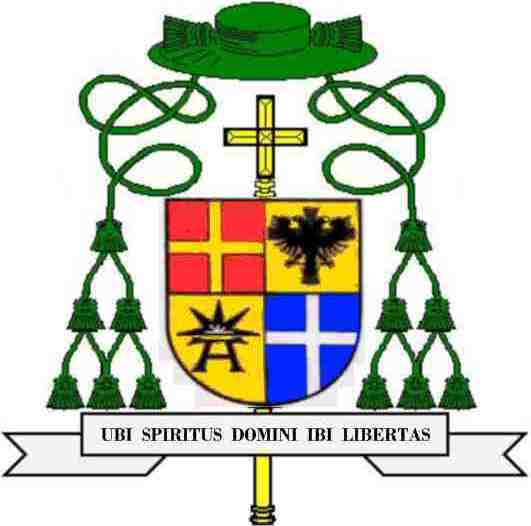
Blason de Mgr Marx évêque de Paderborn

1. De gueules à la croix d'or des archevêques de Paderborn
2. D'or à un double aigle sur une croix noire rappelant Saint Clément Komende à Dortmund[39]
3. Le blason d'Arolsen où il a reçu sa première charge de vicaire
4. D'azur à une croix blanche, l'emblème de sa ville natale : Geseke

### Évêque de Trêves
Description du blason :

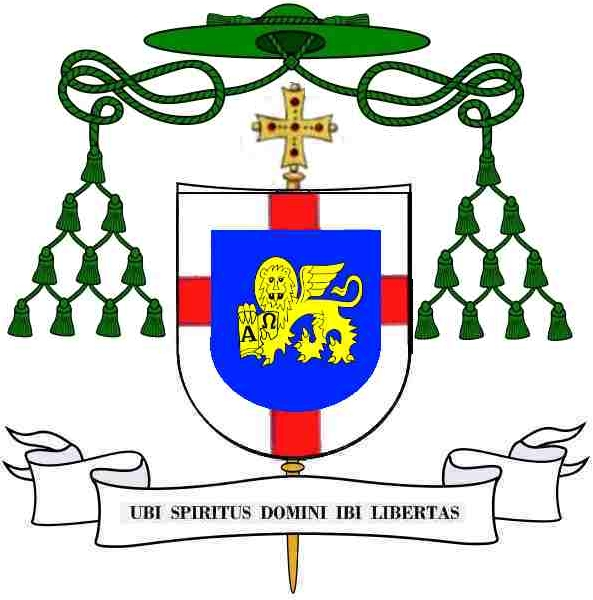
Blason de Mgr Marx, évêque de Trêves

D'argent à la croix rouge de gueules (les armoiries du diocèse de Trèves), porté d'Azur, un lion d'or avec des ailes et une tête humaine tenant une bible ouverte, avec les lettres grecques alpha et oméga.

## Distinctions
- Docteur honoris causa de l'Institut catholique de Paris (19 novembre 2019)[40]

## Succession apostolique
Reinhard Marx a ordonné les évêques suivants :
- Évêque Robert Brahm (2004)
- Évêque Jörg Michael Peters (2004)
- Évêque Stephan Ackermann (2006)
- Évêque Wolfgang Bischof (2010)
- Évêque Rudolf Voderholzer (2013)
- Évêque Stefan Oster, S.D.B. (2014)
- Évêque Rupert zu Stolberg-Stolberg (de) (2016)
- Évêque Bertram Johannes Meier (2020)

## Ouvrages de Reinhard Marx
- Ist Kirche anders? Abhandlungen zur Sozialethik, Paderborn, 1990
- Ihr seid der Brief Christi. Priestersein im Zeugnis von Therese von Lisieux, Johannes XXIII und Romano Guardini, (écrit avec Peter Schallenberg), Paderborn, 1999
- Christliche Sozialethik : Konturen - Prinzipien - Handlungsfelder, (écrit avec Helge Wulsdorf), Paderborn, 2002
- Wir haben Christi Sinn. Heilige als Vorbilder priesterlicher Spiritualität, (écrit avec Peter Schallenberg), Paderborn, 2002
- Gerechtigkeit ist möglich. Zwischenrufe zur Lage des Sozialstaats, (écrit avec Bernhard Nacke), Freiburg, 2004
- Gerechtigkeit vor Gottes Angesicht. Worte, die weiterführen, Freiburg, 2006
- Das Kapital. Eine Streitschrift. Unter Mitarbeit von Arnd Küppers, München, 2008